# Capra aegagrus hircus

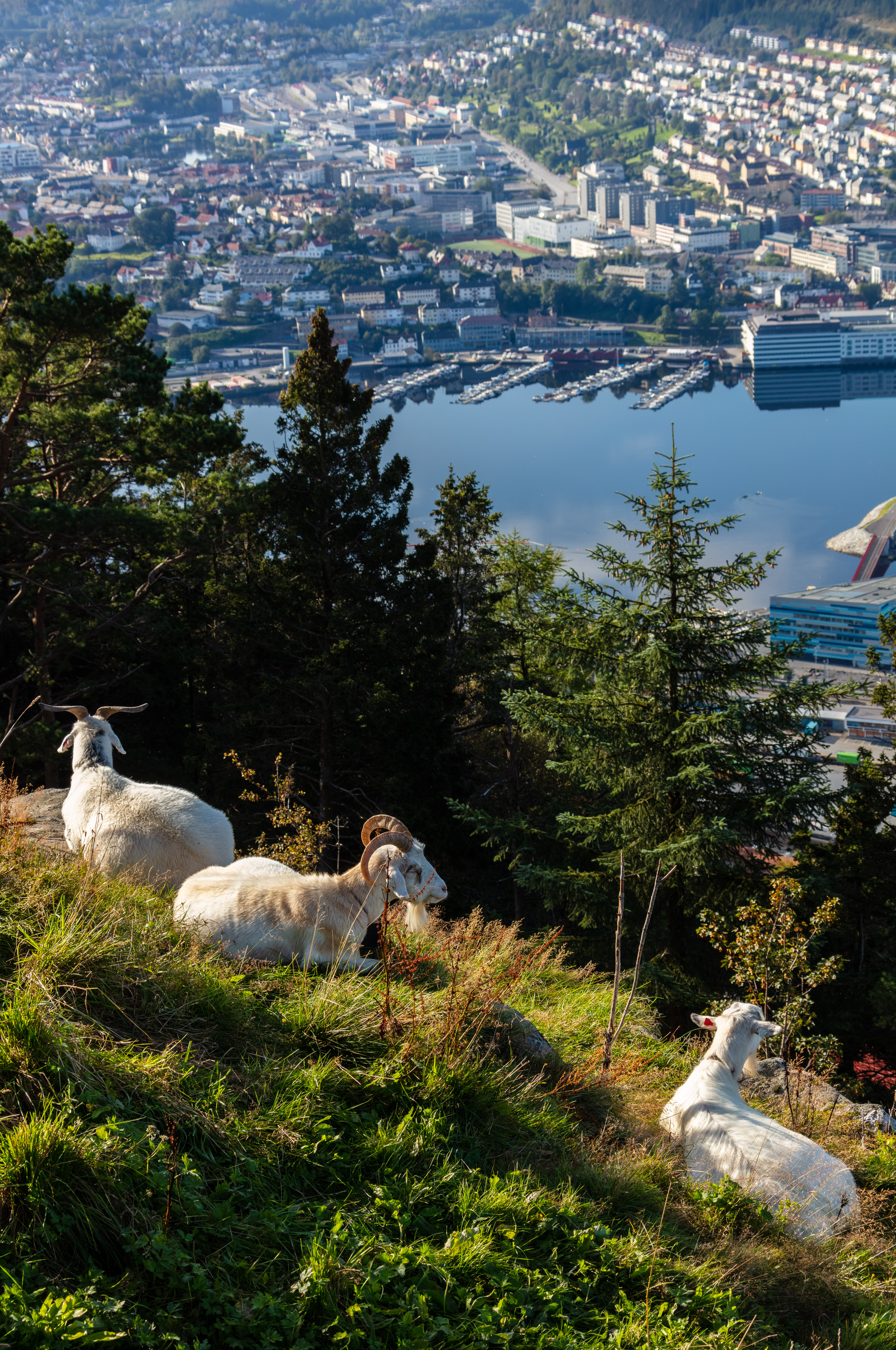
Cabras en la montaña Fløyen, Bergen, Noruega.

La cabra (Capra aegagrus hircus) es un mamífero artiodáctilo de la subfamilia Caprinae que fue domesticado alrededor del octavo milenio a. C., sobre todo por su carne y leche. Al macho de la cabra se le llama cabrón (si bien en algunos países hispanohablantes esta palabra se considera malsonante), así como también cabro, chivo, macho cabrío, irasco, castrón o chivato, y a las crías se las llama cabrito,  chivito,  choto, baifo. Al conjunto de estos animales, criados por el hombre, se le conoce como ganado caprino o cabrío.

## Generalidades

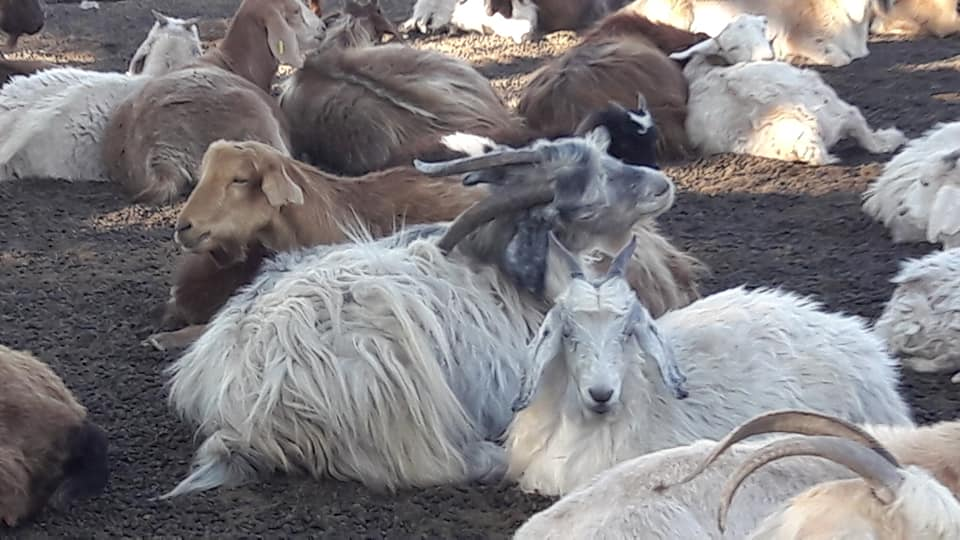
Ganado caprino en el paraje La Japonesa (Avellaneda, Río Negro, Argentina).

Es un animal noble de pequeña talla, con cuernos arqueados, muy ágil y adaptado a saltar y escalar. Su distribución es amplia y se encuentra en casi todo el mundo, principalmente en las zonas montañosas. Existen cabras salvajes, pero la mayoría han sido domesticadas por el hombre.
La cabra es criada por su leche (usada frecuentemente en la producción de quesos), así como por su carne, piel y pelo. Algunas razas son criadas especialmente para la producción de fibra (pelo), como la «angora» originaria de Turquía (Angora era el antiguo nombre de Ankara), e igualmente la «cachemira».
El macho se llama cabrón o macho cabrío, y las crías se distinguen con los nombres de cabritos, chivos o chivas, el primero mientras maman y el segundo hasta que cumplen un año; desde esta época hasta los dos años se denominan primales o primalas; desde los dos a los tres años machos llanos y a las hembras simplemente cabras; pasada esta edad a los machos cuatreños y a aquellos a los que se castra, sobre todo los que han servido de padres, se les llama castrones.
El macho y la hembra tienen caracteres tan marcados que los hacen distinguirse desde lejos; el primero no solo se conoce a simple vista en las partes genitales y en sus cuernos, sino que el olfato le hace distinguir por lo desagradable de su olor; la hembra es notable por el tamaño  de sus ubres. Ambos sexos tienen cola corta, un mechón de pelos largos sobre la barba y la mayoría dos glándulas colgantes en el cuello que se distinguen con el nombre de mamellas.

## Razas
Hay gran cantidad de razas caprinas, las más conocidas son: alpina, raza lamacha, saanen, angora, cachemira, cabra enana, anglo-nubiana, bóer, entre otras. Entre las razas españolas destacan la murciano-granadina, la malagueña, la florida y la canaria, como razas lecheras. También son muy interesantes como reserva genética dos razas en peligro de extinción, la serrana andaluza y la blanca celtibérica.

## Hábitat

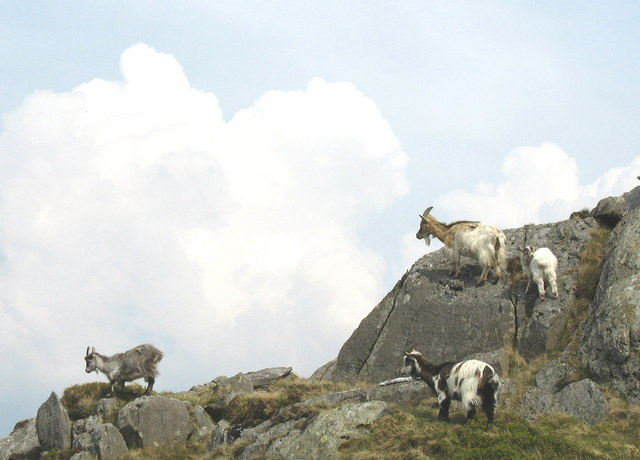
Cabras en el monte.

Las cabras viven bien en todos aquellos terrenos en que, por su pendiente, elevación y plantas que se crían, aunque sería de todo punto imposible mantener otra clase de cuadrúpedos. Le es muy conveniente la hierba con el rocío de la mañana y por lo mismo en verano se las saca a pastar en cuanto despunta la aurora; huyen de los terrenos pantanosos, que las perjudican en extremo, y su inclinación las hace trepar por los terrenos montuosos donde encuentran alimento en abundancia, y lo mismo que en las tierras estériles donde consumen zarzas, espinos y otras clases de maleza.

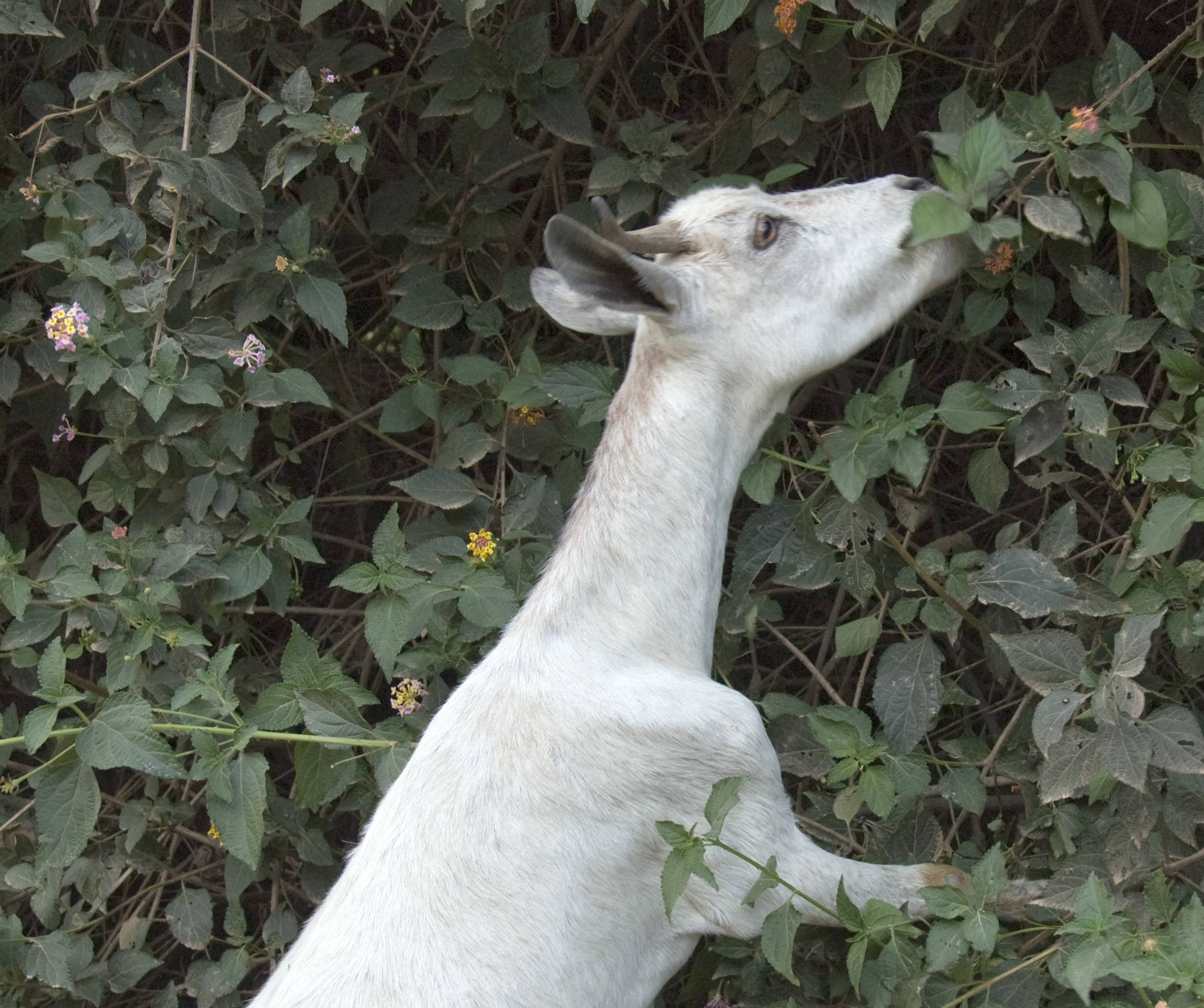
Cabra ramoneando.

Linneo cuenta hasta seiscientas especies vegetales que alimentan a las cabras, con la particularidad de que en ciertas ocasiones eligen y prefieren algunas que en otras no tocan y mientras comen con gusto y provecho el díctamo, el pentafilion y la cicuta ordinaria, huyen de la sabina, la zaragatona y del fruto y hojas del bonetero, que las envenenan y las matan. Luego que han pastado de madrugada, se las vuelve al establo para que pasen resguardadas en él las horas de calor. En invierno se alimentan muy bien con sarmientos de las viñas, ramas de olmos y fresnos, rábanos, nabos y generalmente con todos los desperdicios de las huertas. Se las saca a pastar a las nueve de la mañana hasta las cinco de la tarde, en que se vuelven al establo o corral en que se recomienda la mayor limpieza y ventilación.
El clima más apropiado para las cabras es el frío, en el que adquieren más completo desarrollo; así se observa que en todos los países situados al norte son mayores que las que se crían en los países meridionales.
Se conoce la edad de las cabras en los dientes y en los anillos o círculos de los cuernos, al igual que la de las ovejas. Los dientes incisivos en la mandíbula anterior y posterior se caen y renuevan ordenadamente en la oveja y en la cabra. La vida de esta es por lo regular de diez a doce años, si bien cuidándolas mucho suelen vivir hasta dieciséis o dieciocho.

## Reproducción

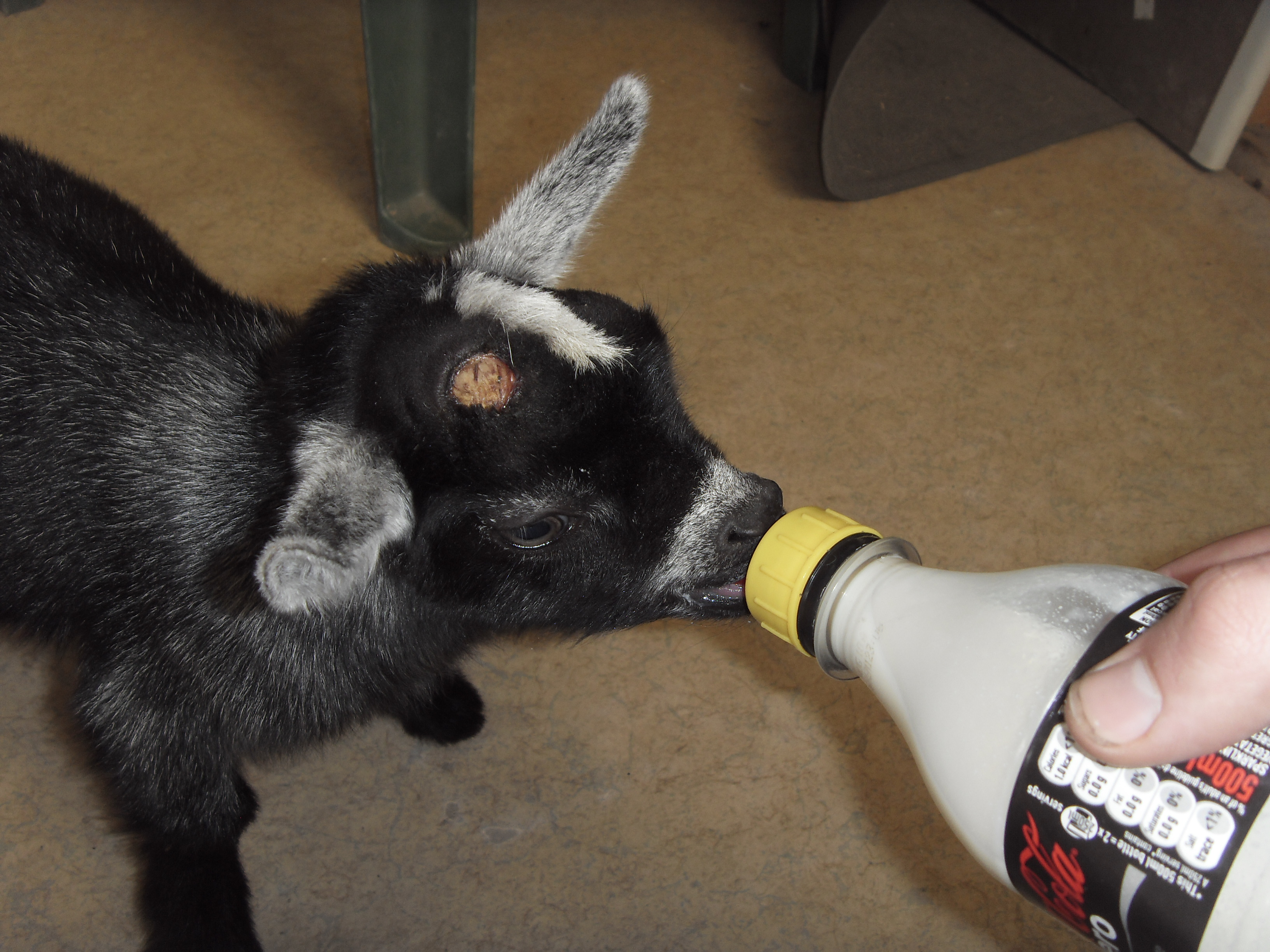
Crianza de un cabritillo.

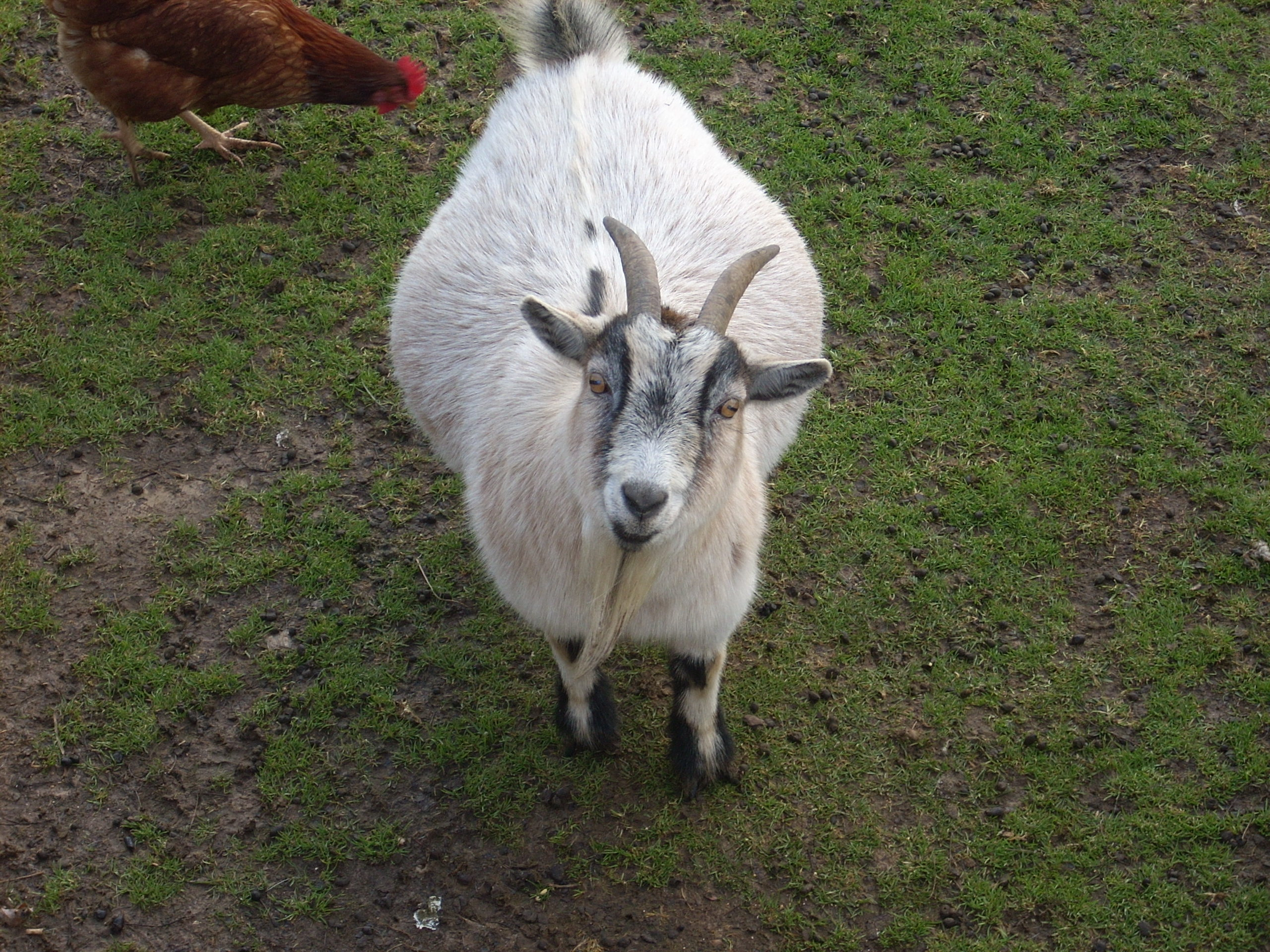
Cabra preñada.

Son estos animales adecuados para la generación desde los dos hasta los siete años pero la edad más conveniente es la de tres años. Así se ha observado por la robustez y desarrollo de los cabritos. A los seis años, el macho suele ya encontrarse apurado y débil de cuyo defecto participan las crías y es preciso no caer en este inconveniente, lo mismo que en el de la precocidad, pues si bien puede engendrar la cabra a los ocho meses y el macho cabrío se encuentra en disposición al año, los frutos de esta generación serían tan defectuosos como los habidos cuando ya se encuentran sin fuerzas y apurados.
La época para engendrar es desde septiembre a octubre y noviembre; en algunos climas suele ser en mayo y a mediados de invierno.
Mientras las cabras estén preñadas, se las debe cuidar con el mayor esmero y solicitud, procurando que no las falte agua de continuo y dándoles por alimento del mejor, días antes y después de parir. El parto es laborioso y por lo tanto necesitan que se las ayude para facilitarlo. El cabrito debe mamar de un mes a seis semanas y a medida que se le vaya acostumbrando a tomar otro alimento, como hierba tierna o heno del mejor, se le va quitando la leche poco a poco, hasta que bien acostumbrado a comer, se le quita de una vez.
A  los cabritos se les suele castrar a los seis o siete meses; por ejemplo, los que nacen en septiembre se les puede castrar en marzo, los de diciembre en abril o mayo, y los de marzo a finales de septiembre.

## Productos

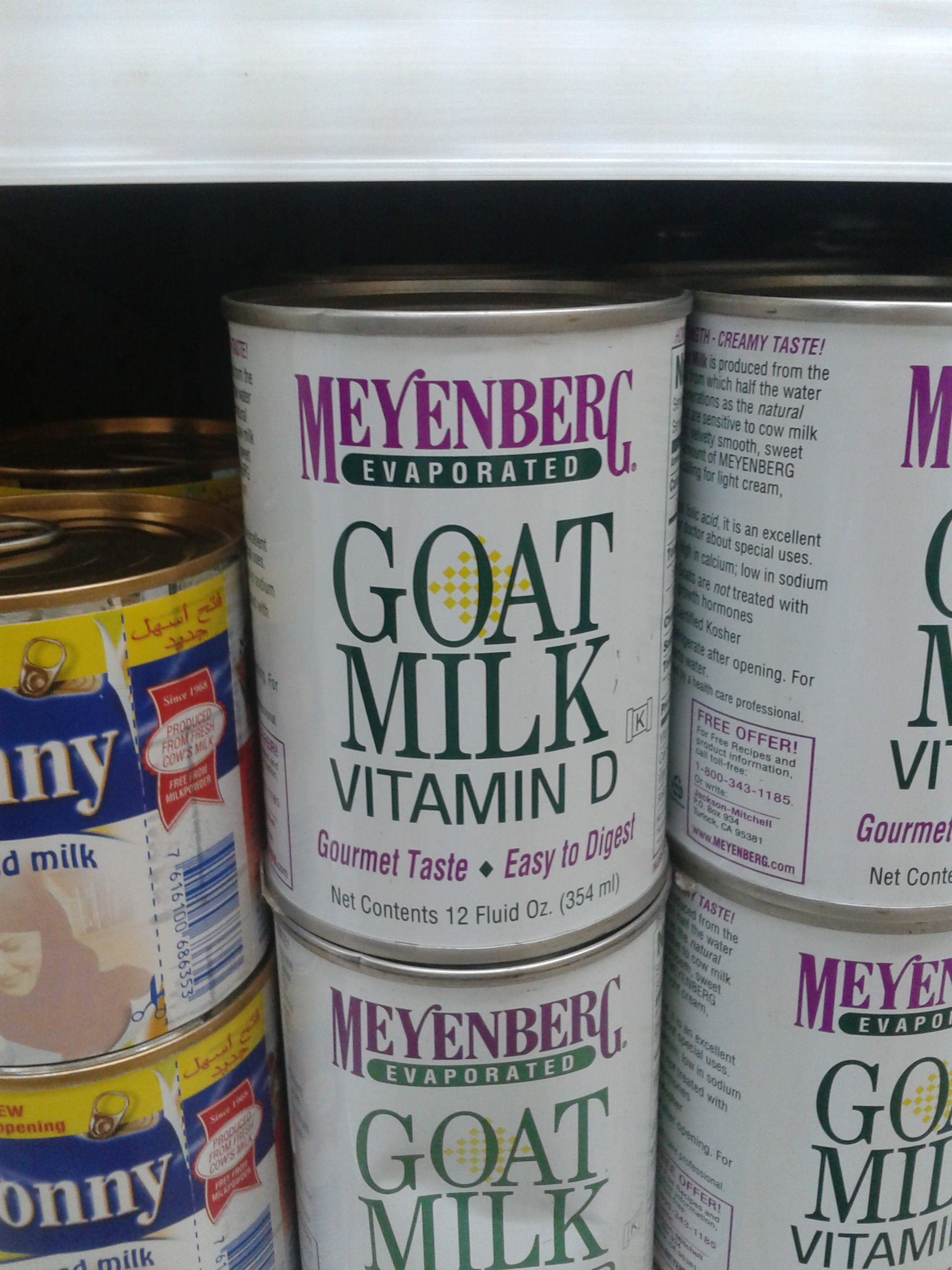
Leche de cabra

Entre los beneficios de más consideración que rinden las cabras al agricultor se encuentra el de la leche y como entre ellas hay algunas mejor dispuestas que otras para esto, es preciso que se cuide al escogerlas que sean grandes, fuertes y ligeras, de pelo espeso y con las ubres gruesas y largas. Una vez escogidas las que reúnan estas condiciones, todavía quedan al agricultor medios de aumentar tan interesante producto; los buenos y abundantes pastos mezclados con dictamo y pentafilion, la bebida constante y periódica por mañana y tarde, dándoles de vez en cuando alguna sal, la quietud en el establo, el orujo de aceites para pasto, los desperdicios de la huerta cocidos con salvado o harina de maíz, y las patatas cocidas también con salvado, son medios eficaces para aumentar la leche de las cabras.

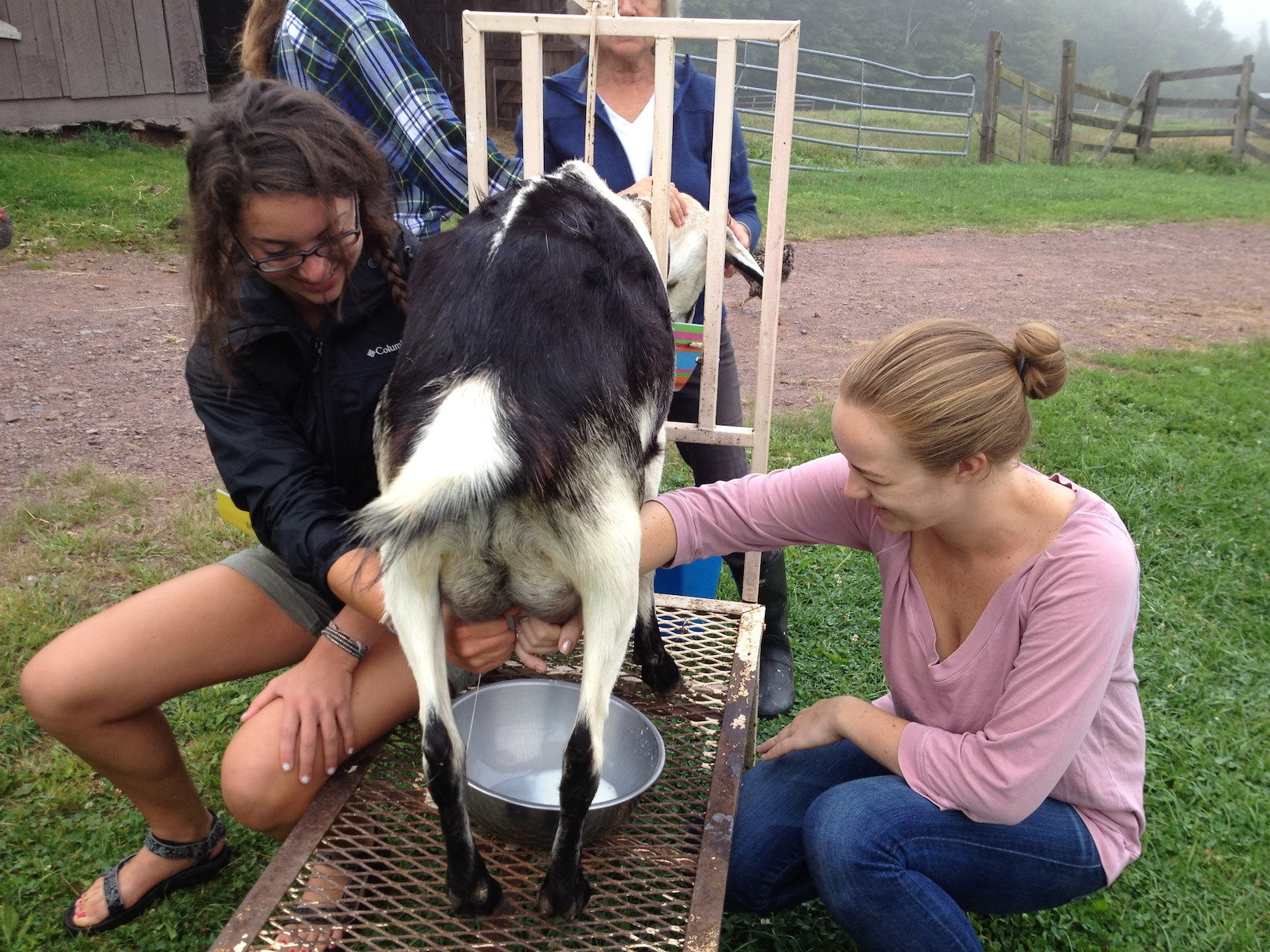
Ordeño de una cabra

Se las ordeña dos veces al día, mañana y tarde, al igual que a las vacas, y se efectúa convenientemente esta operación escurriendo la mano desde la parte superior de la ubre hasta abajo sin interrupción, con lo que se logra no separar la leche de la manteca. La leche de cabras es un medio entre la de vacas y la de burras, es muy sana[cita requerida] y se consume mucha tanto cruda como cocida y en variedad de platos, hasta el punto que solo para este objeto se mantienen en muchos pueblos grandes rebaños de cabras. Dan más leche que las ovejas y hay países donde dan una cantidad extraordinaria: por lo regular la temporada de leche dura de seis a siete meses.
Se emplea muchas veces como medicamento, toma la virtud de las plantas que el animal ha comido y se cuaja con facilidad.[cita requerida] Por esta razón en los países donde abunda mucho y no se puede consumir todo el líquido, se destina una gran parte para elaborar quesos, sobre todo mezclándola con la de vacas, tal como se practica en algunos puntos de Asturias.

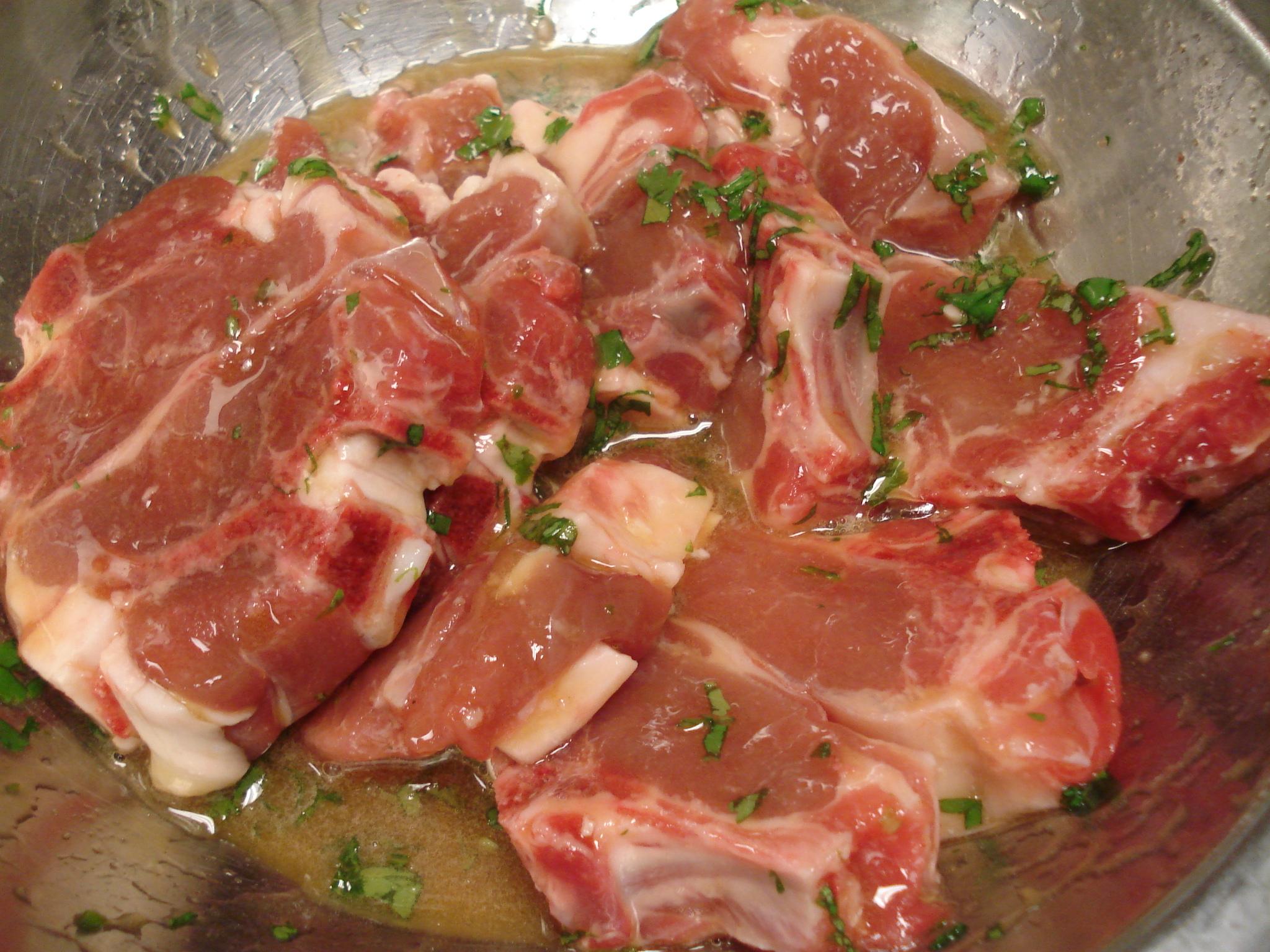
Costillas de cabra

La carne de la cabra y el cabrito se benefician también por el agricultor; la primera es inferior e indigesta, tiene un gusto fuerte y una especie de humillo a monte que la hace muy desagradable; pero se suele sacar el mejor partido echándola en sal. En los climas fríos es mucho más desagradable que en los cálidos; así la que se vende frecuentemente en los pueblos de Andalucía es más agradable que la de los pueblos de Castilla. El cabrito es en todas partes un manjar fino y delicado, y de tanta más importancia cuanto se logra y cría con facilidad; para que el cabrito sea bien estimado es preciso que sea lechón, porque al poco tiempo de destetados participan ya del mal sabor de la cabra.

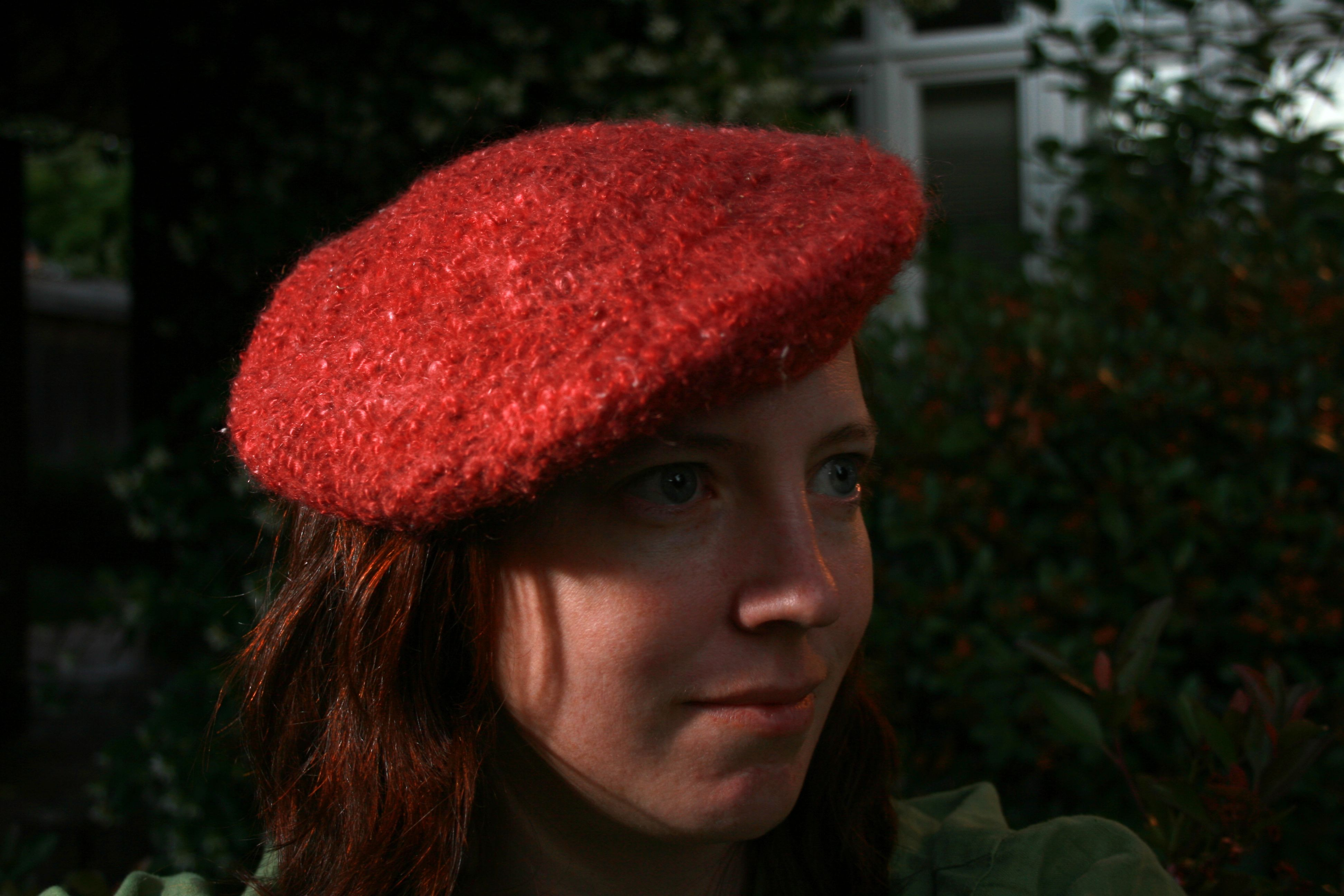
Boina de pelo de cabra (mohair)

El sebo es otro artículo de excelente aprovechamiento; para la fabricación de velas es el mejor que se conoce por su blancura y transparencia; en medicina se emplea a la par que el tuétano como emoliente y anodino.
La piel es de tanta utilidad, tanto la de la cabra como la de cabrito, que se hace con ella intenso comercio; los cordobanes, tafiletes, cabras, antes, cabritillas, y otros varios curtidos, se sacan de las pieles de estos animales que sirven también para colambres y pellejos de vino, aceite, miel, etc.
El pelo de cabra entra también como auxiliar de varias artes, y cuidando bien el ganado puede rendir pingües beneficios al agricultor. Se emplea en la fabricación de sombreros, en varias telas, como el camelote, barragán, etc., y en algunos puntos se elaboran con él cuerdas o sogas muy estimadas por la apreciable cualidad que las distingue de no pudrirse en el agua. Las especies de cabras de Angora y Cachemira, cuya aclimatación en Europa es un hecho comprobado, las lanas de estos animales se aprovechan para tejidos delicados y de gran estimación.

## Perjuicios de su cría

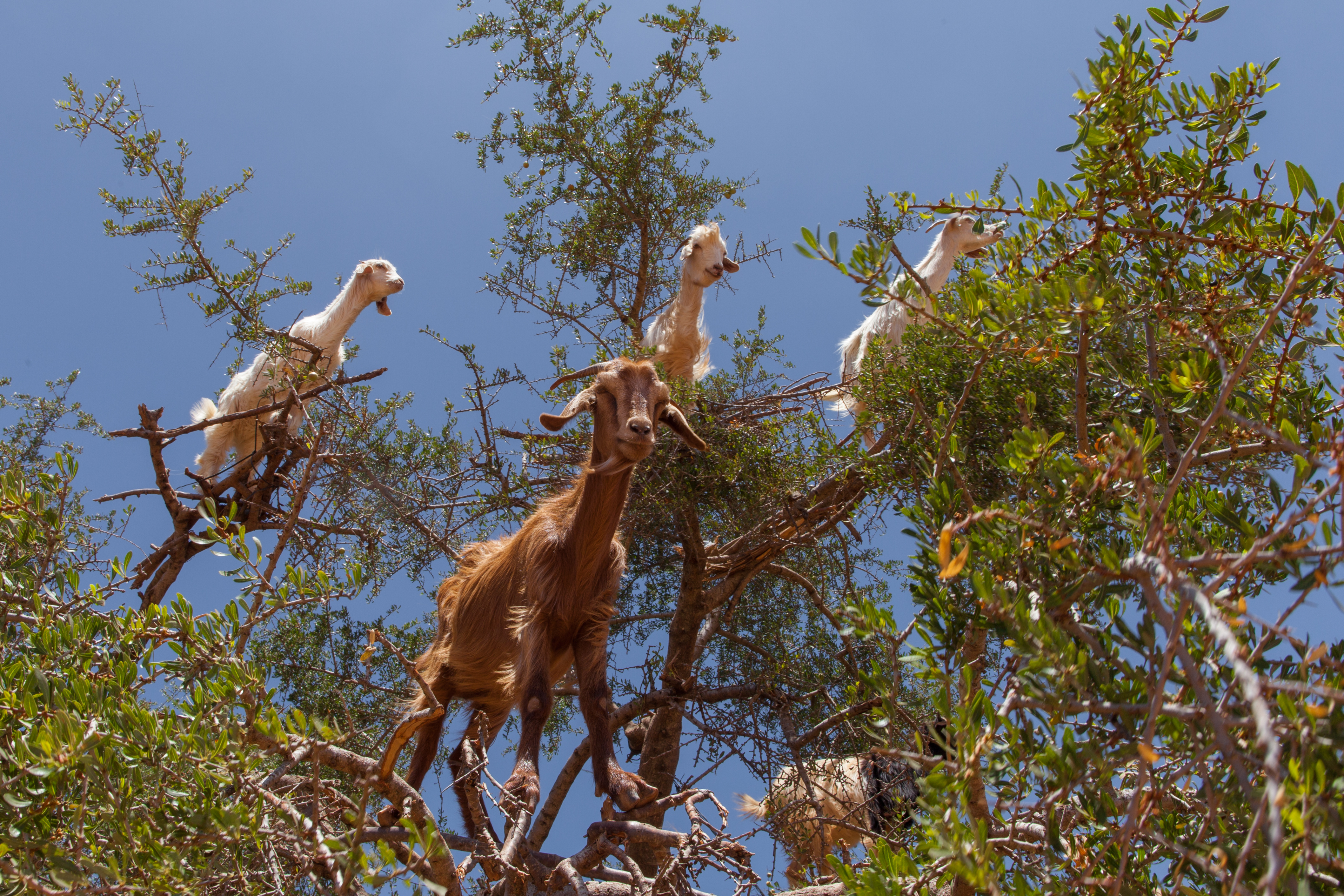
Cabras subidas a un árbol.

El pastoreo de cabras produce desertificación, pues eliminan todos los plantones nacientes, y comen hasta los cables en los parques solares (que son compatibles con el pastoreo de ovejas, que si son positivas para la sostenibilidad de la tierra, no producen aniquilación de plantas, ni erosionan y compactación por sobrepeso; son aptas para tierras pobres).
La educación de la cabra en los países de arboledas, plantíos y sementeras es muy difícil, a menos de que no se la someta a las leyes de la más severa domesticidad. No solamente destruye los árboles nuevos, sino también los viejos y la defensa que se pone para quitarlos del alcance de los otros animales, es de todo punto inútil con la cabra, para la que no hay obstáculo de ninguna especie; de un salto se encaraman en los árboles, cuyas ramas tiernas apetecen mucho, y les inutilizan completamente. El mejor medio de evitar estos inconvenientes es el de llevarla a terrenos estériles, pedregosos y montañosos, lo cual se consigue sin gran esfuerzo, confirmándose el adagio de que la cabra tira al monte y, llevarla siempre por veredas determinadas, acostumbrándola en lo posible a que no varíe de camino.

## Enfermedades

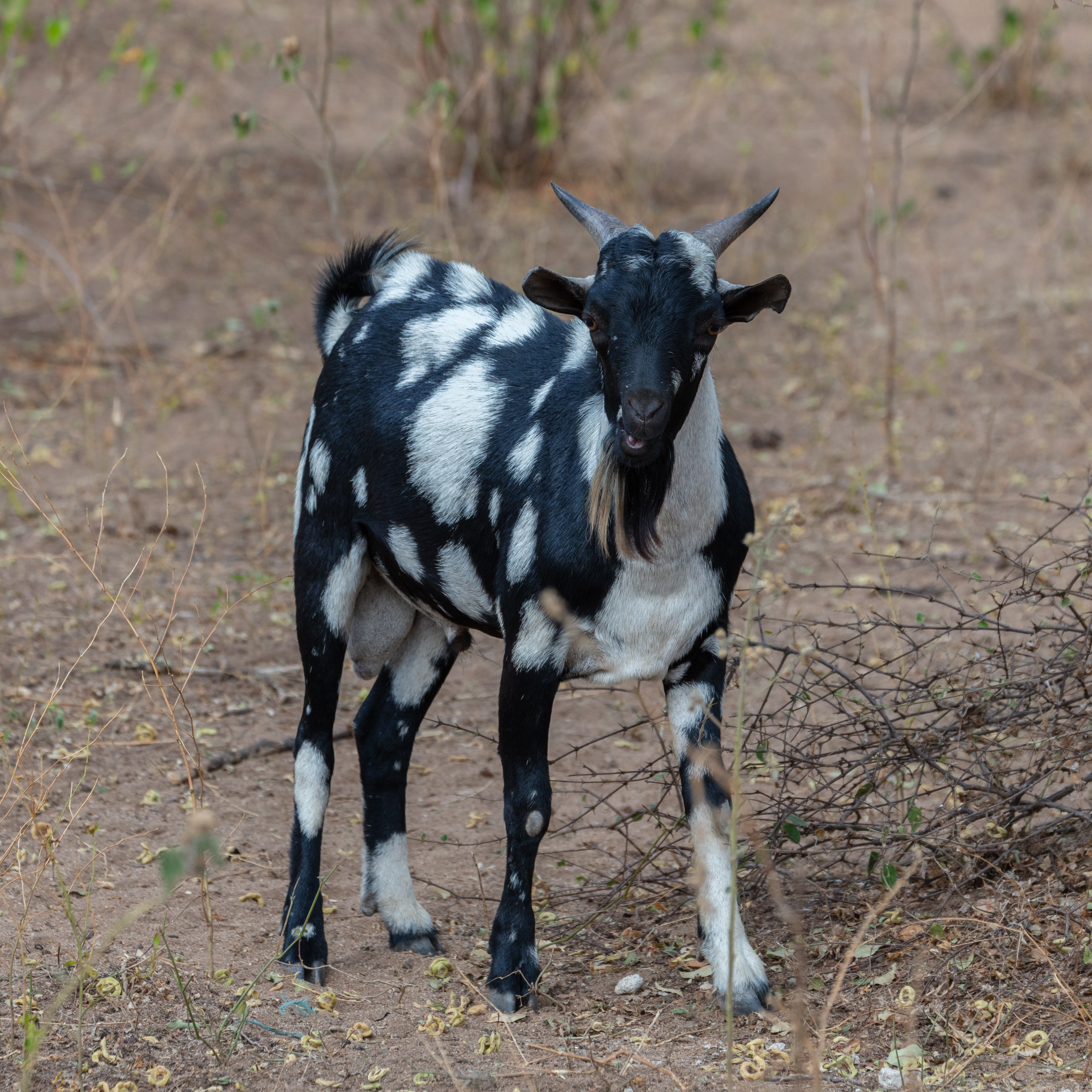
Cabra de pelaje dálmata, Sudán del Sur.

De todos los animales, la cabra es la que está menos expuesta a enfermedades. No obstante, éstas pueden clasificarse del siguiente modo:
- Las internas
  - de la cabeza, son el vértigo o modorra, el letargo, la apoplejía. y la tembladera.
  - del tronco son la calentura, la tos, la esquinencia, la hidropesia, la hinchazón de la matriz, el orinar sangre o hematuria, la diarrea, el estreñimiento, la zangarriana, el fuego de San Antón o sacro y las enfermedades pútridas.
- Las externas
  - de la cabeza son la fractura de los cuernos, la uña, la papera, la boquera, las aftas y las enfermedades exteriores de los ojos.
  - del tronco son la sarna, la fractura de las costillas, la relajación de riñones, las úlceras en la vulva, etc.
  - de las extremidades, son los tumores en las rodillas y en los corvejones, las relajaciones y dislocaciones, las fracturas, las mordeduras de animales venenosos, la pera, etc.

## Mitología
La cabra fue un animal muy venerado en Mendes en Egipto. Estaba prohibido matarla, porque creían que Pan, gran divinidad de esta ciudad, se había ocultado bajo la figura de una cabra por esto se le representaba con rostro de este animal. 
Mientras que en Mendes se reverenciaba este animal y se inmolaban las ovejas, en Tebaida por el contrario veneraban las ovejas y sacrificaban las cabras. Entre los griegos, estaban consagradas a Zeus, en memoria de la ninfa Amaltea que fue nodriza de Zeus y que se representa como la cabra que le amamantó en una cueva de Creta. Los lacedemonios las inmolaban a Hera. Los romanos en sus medallas, representaban a Juno Sospila con una piel de cabra.
Se había puesto, dice Aulo Gelio, una cabra blanca en un cuadro de Homero, porque se le consagraba uno de estos animales en sacrificio como a poeta dedicado a Apolo, al cual se acostumbraba inmolar cabras de este color.

## Principales países con ganado caprino

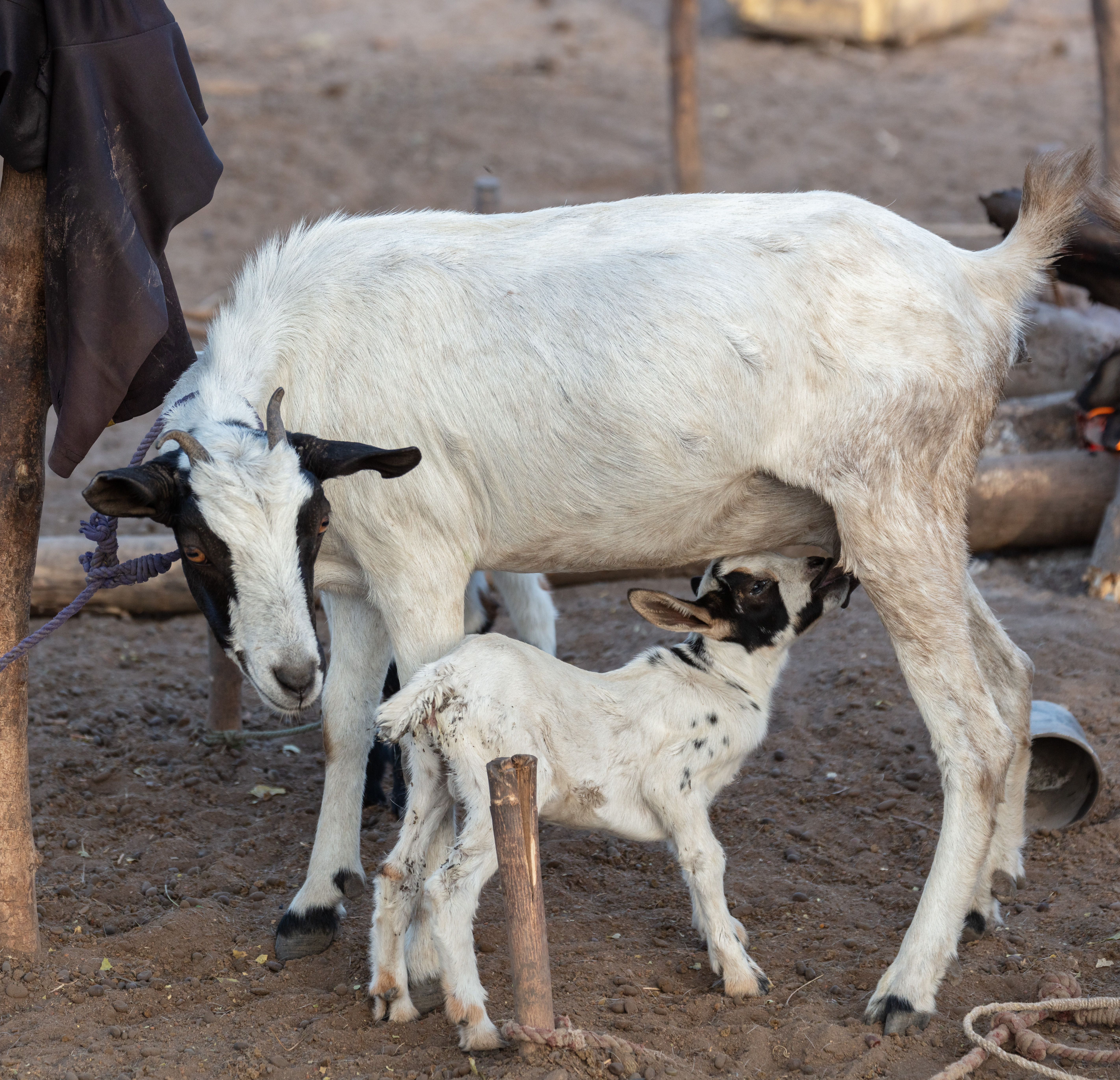
Cabrito mamando.

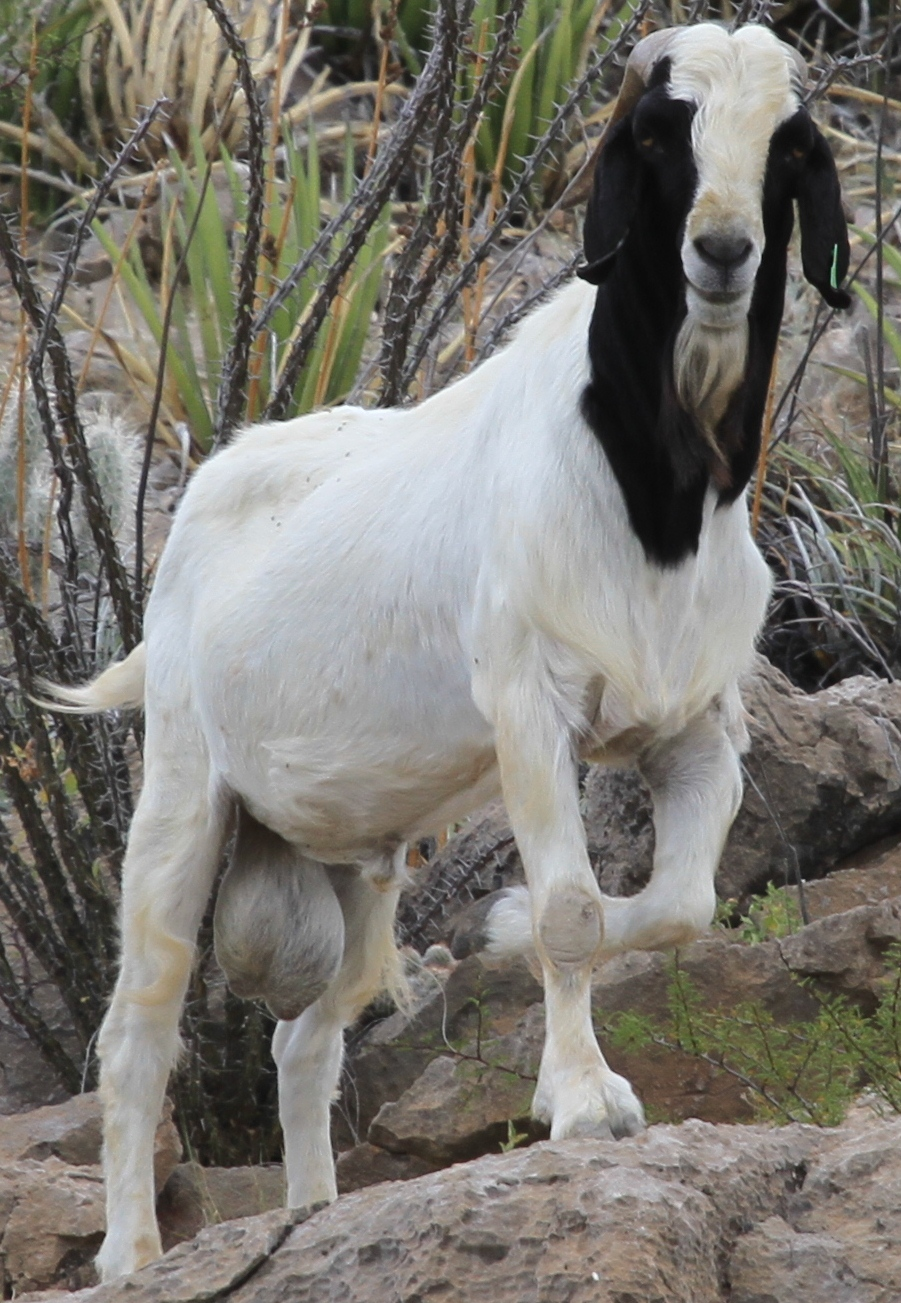
Macho cabrío en Sierra Mojada, Coahuila, México.

(Número de cabezas)
- Mundo 2010: 764.500.000
- China: 173.000.000
- India: 124.500.000
- Pakistán: 52.800.000
- Sudán: 40.000.000
- Bangladés: 34.500.000
- Nigeria: 27.000.000
- Irán: 26.000.000
- Indonesia: 12.450.000
- Tanzania: 11.700.000
- Kenia: 11.000.000
- Argentina: 11.000.000